# Championnats du monde de tir 1905
Navigation
Édition précédente Édition suivante
Les championnats du monde de tir 1905, neuvième édition des championnats du monde de tir, ont eu lieu à Bruxelles en 1905.

## Résultats

### Hommes

#### Carabine
| Épreuves                      | Or                                                                              | Or        | Argent                                                                                               | Argent    | Bronze                                                                            | Bronze    |
| ----------------------------- | ------------------------------------------------------------------------------- | --------- | --- | --------- | --------------------------------------------------------------------------------- | --------- |
| 300 m 3 positions             | Charles Paumier du Verger (BEL)                                                 | 1 004 pts | Konrad Stäheli (SUI)                                                                                 | 973 pts   | Louis Richardet (SUI)                                                             | 972 pts   |
| 300 m couché                  | Charles Paumier du Verger (BEL)                                                 | 350 pts   | Uilke Vuurman (NED)                                                                                  | 343 pts   | Eugène Balme (FRA)                                                                | 339 pts   |
| 300 m à genoux                | Louis Richardet (SUI)                                                           | 340 pts   | Edouard Myin (BEL)                                                                                   | 333 pts   | Charles Paumier du Verger (BEL)                                                   | 332 pts   |
| 300 m debout                  | Paul Van Asbroek (BEL)                                                          | 326 pts   | Charles Paumier du Verger (BEL)                                                                      | 322 pts   | Van den Branden (BEL)                                                             | 308 pts   |
| 300 m 3 positions par équipes | Suisse Alfred Grütter François Jaques Jean Reich Louis Richardet Konrad Stäheli | 4 737 pts | Belgique Paul Van Asbroek Charles Paumier du Verger Edouard Myin Francois Rysheuvels van den Branden | 4 626 pts | France Eugène Balme Albert Courquin Achille Paroche Jean Fouconnier Maurice Lecoq | 4 548 pts |

#### Pistolet
| Épreuves         | Or | Or        | Argent                                                                          | Argent    | Bronze                                                                          | Bronze    |
| ---------------- | --- | --------- | ------------------------------------------------------------------------------- | --------- | ------------------------------------------------------------------------------- | --------- |
| 50 m             | Julien Van Asbroek (BEL)                                                                              | 507 pts   | Paul Van Asbroek (BEL)                                                          | 504 pts   | Charles Paumier du Verger (BEL)                                                 | 502 pts   |
| 50 m par équipes | Belgique Julien van Asbroeck Paul van Asbroeck René Englebert Charles Paumier du Verger Victor Robert | 2 333 pts | Suisse Mathias Brunner Francois Jaques Karl Hess Louis Richardet Konrad Stäheli | 2 242 pts | France André Barbillat Arnaud de Castelbajac Louvier Léon Moreaux Jean Depassis | 2 155 pts |